# Évelyne Heyer
Pour les articles homonymes, voir Heyer.
Évelyne Heyer, née le 7 décembre 1964 à Lons-le-Saunier, est une biologiste française, professeure en génétique des populations.

## Formation
Elle obtient un diplôme d'ingénieure agronome de l’École nationale supérieure agronomique de Montpellier (ENSAM) en 1987, soutient en 1991 une thèse de doctorat en biométrie de l’université de Lyon I, et obtient en 1999 l'habilitation à diriger des recherches de l'université de Paris XI.

## Carrière académique
Après sa thèse de doctorat, elle enseigne à l’université du Québec à Chicoutimi, puis au CNRS en 1996. Elle est devenue professeure des universités à l'université Paris VII. Elle est professeure d'anthropologie génétique au Muséum national d'histoire naturelle (MNHN) depuis 2005.
En 2013, elle est commissaire général à la rénovation du Musée de l’Homme. En 2017, elle est commissaire scientifique de l'exposition temporaire Nous et les Autres - des préjugés au racisme.
Depuis 2019, elle appartient au conseil scientifique de la DILCRAH.

## Recherches
Ses recherches traitent de l’évolution des populations humaines à partir de données génétiques. Les terrains d’études sont l’Asie centrale, l’Afrique centrale et l'Asie du Sud-Est. Cela permet de retracer l’histoire des peuplements humains de ces régions du monde, d’évaluer l’importance de la sélection naturelle et de comprendre en quoi le fait d’être « un animal social » a pu jouer sur l’évolution biologique : comment les comportements socio-culturels et leur transmission ont un impact sur l’évolution génétique.

## Distinctions
- 1999 : médaille de bronze du CNRS[5]
- 2009 : chevalier de l'ordre national du Mérite[6]
- 2017 : chevalier de la Légion d'honneur
- 2017 : prix Diderot-Curien de l'AMCSTI (culture scientifique)

## Publications

### Ouvrages
- Une Belle Histoire de l'Homme, Flammarion, 2015
- Nous et les autres, La Découverte, 2017
- avec Carole Reynaud-Paligot : On vient vraiment tous d'Afrique ? Des préjugés au racisme : les réponses à vos questions, Flammarion, 2019,  (ISBN 978-2081422452).
- L'odyssée des gènes, Flammarion, 2020, rééd., 2022, (ISBN 978-2080289650)[7]
- La vie secrète des gènes, 2022, Flammarion,  (ISBN 978-2080289759).

### Articles (sélection)
- avec Carole Reynaud-Paligot, Vous avez dit racisme ?, The conversation, 2017[8]
- avec Chaix R, Pavard S., Austerlitz F., Sex-specific behaviors that shape human genomic variation, Molecular Ecology 21:597-612, 2012[9]
- (coll.) Origins and genetic diversity of pygmy hunter-gatherers from Western Central Africa, Current Biology 19:312-8, 2009.

### Conférences en ligne
- Des races et des Hommes : le point de vue de la génétique
- Diversité génétique et diversité culturelle

### Emissions
- [(fr) Evelyne Heyer au cœur de l'aventure humaine ; dans mon ADN je mets... sur Radio France (France Culture) (page consultée le 01 mars 2024)], podcast/émission À voix nue (2023), France Culture, durée 0 h 30.
- [(fr) Evelyne Heyer : là où il y a des gènes, il y a du plaisir sur Radio France (France Culture) (page consultée le 01 mars 2024)], podcast/émission La Science, CQFD (2022), France Culture, durée 0 h 58.